# Куркак (хребет)
Куркак (баш. Көркәк) — горный хребет на Южном Урале. Находится на территории Учалинского, Белорецкого и Абзелиловского районов Башкортостана.
Хребет растянулся субмеридионально от широты устья реки Мазара (приток р. Миндяк) до реки Малый Кизил.
Длина хребта около 16 км, ширина — 4 — 5 км, максимальная высота — 1008 м (гора Куркак).
Хребет состоит из продольных гряд с крутыми склонами; есть останцы высотой 0,5—1,5 м.
Сложение хребта — лавы и лаво-брекчии базальтового и андезибазальтового состава, туфы ирендыкской свиты.
Даёт начало притокам рек Миндяк и Малый Кизил.
У подножий хребта расположены озёра Узункуль, Ускуль.
Ландшафты — берёзовые леса с примесью сосны, осины, лиственницы на светло-серых лесных почвах.
Гора Куркак является памятником природы (1997).